# Honda CBF 250
La legendaria Honda CBF 250, conocida como Honda CBX 250 Twister en la versión latinoamericana, es una motocicleta deportiva, desprovista de carenado (es decir, de tipo naked).

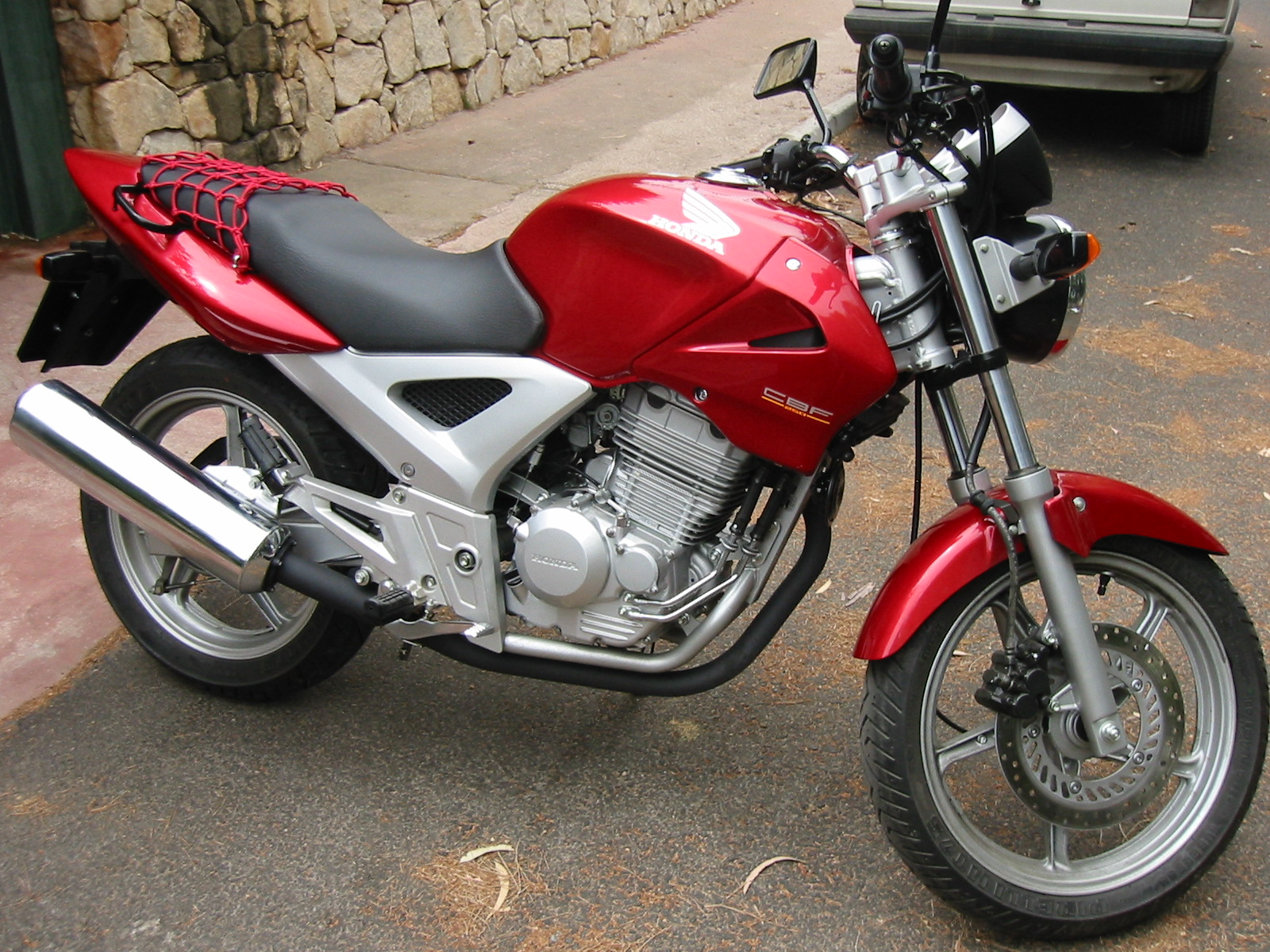
Honda CBF 250.

Honda fabrica esta moto en su planta de producción de Manaus, Brasil, desde el año 2002 en que salió al mercado.
El equipamiento de fábrica incluye llantas de aleación, velocímetro y cuentarevoluciones, indicador de combustible y arranque eléctrico. Carece de caballete central para levantar la moto de serie, aunque como extra, sí que se le puede acoplar un caballete central.